# Lee Myung-bak
En aquest nom coreà, el cognom és Lee.
Lee Myung-bak (en hangul:이명박, en hanja:李明博) (Osaka (Japó), 1941) és un empresari i polític sud-coreà. Fou alcalde de Seül del 2002 al 2006, i des del 2008 fins al febrer del 2013 fou el president de Corea del Sud.